# Civis Romanus sum
Civis Romanus sum, Latijn voor "Ik ben een Romeins staatsburger", was in het Romeinse Rijk een spreuk waarmee vrije burgers een beroep konden doen op de civitas Romana, het Romeins burgerrecht, het geheel van rechten en plichten die de leden van een Romeinse tribus hadden.

## Cicero
De bekendste en een van de oudste verwijzingen is uit 70 v.Chr. in de Orationes in Verrem (deel 2, boek 5, paragraaf 162) van Cicero:
Nulla vox alia illius miseri inter dolorem crepitumque plagarum audiebatur nisi haec, "Civis Romanus sum." Hac se commemoratione civitatis omnia verbera depulsurum cruciatumque a corpore deiecturum arbitrabatur.
Aan zijn mond ontsnapte geen gekreun, en tussen de pijnscheuten en hernieuwde klappen door klonk slechts een enkele leuze: "Ik ben Romeins burger". Hij geloofde hiermee zijn kwellingen uit te sluiten en zijn beulen te ontwapenen.

## Bijbel
In het Nieuwe Testament van de Bijbel beschrijft het boek Handelingen in hoofdstuk 22 hoe de apostel Paulus zich tijdens zijn gevangenschap en rechtszaak in Rome beroept op zijn Romeinse burgerschap. De tekst van de Nieuwe Bijbelvertaling luidt:
Maar toen ze hem al vastgebonden hadden voor de zweepslagen, zei Paulus tegen de centurio die erbij was: "Mogen jullie een Romeins burger geselen, en dan nog wel zonder vorm van proces?"
(...) De tribuun ging naar Paulus toe en vroeg: "Bent u werkelijk een Romeins burger?" "Jazeker," antwoordde Paulus.
In de Nova Vulgata (1979) luidt deze laatste passage (Actus Apostolorum, 22, vs.27):
Accedens autem tribunus dixit illi [=Paulo]: "Dic mihi, tu Romanus es?" At ille dixit: "Etiam".

## 19e eeuw
De Britse minister van Buitenlandse Zaken Lord Palmerston hield op 25 juni 1850 een toespraak in het Lagerhuis, waarin hij betoogde dat onderdanen van het Britse Rijk waar ook ter wereld aanspraak moesten kunnen maken op bescherming door de Britse overheid. Hij verwees naar de tijd dat een Romeins burger op reis nergens hoefde te vrezen voor de willekeur van buitenlandse mogendheden, die het machtige wereldrijk immers te vriend wilden houden. Deze toespraak overtuigde het parlement om een eerder verworpen wetsvoorstel toch aan te nemen. In het Verenigd Koninkrijk staat de speech bekend als de "Civis Romanus sum Speech" of "Don Pacifico Speech" naar een man uit Gibraltar die in Griekenland tevergeefs een beroep op de autoriteiten had gedaan. De verwijzing staat in de laatste zinnen:
As the Roman, in days of old, held himself free from indignity, when he could say Civis Romanus sum; so also a British subject, in whatever land he may be, shall feel confident that the watchful eye and the strong arm of England will protect him against injustice and wrong.
Zoals de Romein, in antieke tijden, zichzelf kon beschermen tegen onwaardigheid wanneer hij kon zeggen: Civis Romanus sum, zo moet ook een Brits onderdaan, in om het even welk land, erop kunnen vertrouwen dat het spiedende oog en de sterke arm van Engeland hem zullen beschermen tegen onrecht en kwaad.

## 20e eeuw

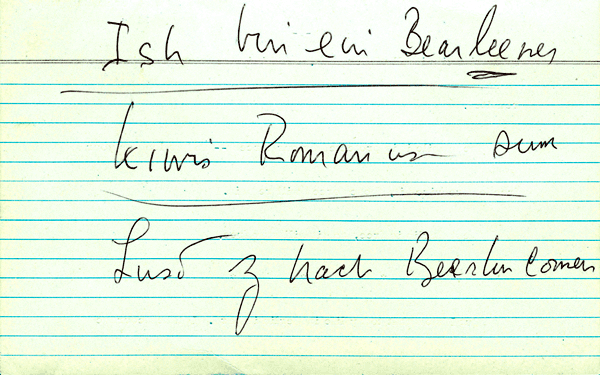
Spiekbriefje met de uitspraak in fonetische spelling: Ish bin ein Bearleener, kiwis Romanus sum.

De Amerikaanse president John F. Kennedy hield op 26 juni 1963 tijdens een bezoek aan Europa een beroemde toespraak, waarin hij de spreuk de grootste trots in de antieke wereld noemde en ten grondslag legde aan het moderne vrijheidsideaal "Ich bin ein Berliner":
Two thousand years ago the proudest boast was "civis Romanus sum". Today, in the world of freedom, the proudest boast is "Ich bin ein Berliner".
Tweeduizend jaar geleden was de meest trotse leuze "civis Romanus sum". Vandaag, in de wereld van vrijheid, is de meest trotse leuze "Ik ben een Berlijner".
Tot het laatste moment bleef Kennedy met zijn tolk oefenen op de juiste uitspraak, maar de kiem van het idee was zeker een jaar oud. De eerste helft van het citaat komt vrijwel letterlijk overeen met een korte speech die hij op 4 mei 1962 in New Orleans gaf.